# Kwame Nkrumah-Acheampong
Kwame Nkrumah-Acheampong (Glasgow, 19 dicembre 1974) è un ex sciatore alpino ghanese.
Soprannominato "Il leopardo delle nevi", è stato il primo ghanese a prendere parte a un'edizione dei Giochi olimpici invernali.

## Biografia

### Giovinezza
Nkrumah-Acheampong è nato a Glasgow, nel Regno Unito, dove suo padre stava conseguendo un dottorato di ricerca. Ancora bambino si trasferì in Ghana, in un paese presso Accra, la capitale. Cominciò a lavorare come guida nei safari e nel 2000 si trasferì in Inghilterra dove, scendendo dall'aereo, vide per la prima volta la neve. Nel 2002 trovò lavoro come receptionist allo "Xscape skiing centre" a Milton Keynes, dove imparò anche a sciare.

### Carriera sciistica
Nkrumah-Acheampong iniziò a partecipare a gare FIS nel 2005 e provò a qualificarsi per i XX Giochi olimpici invernali di Torino 2006. Tuttavia non riuscì ad arrivare alla gara di qualificazione perché il suo aereo rimase bloccato ad Amsterdam a causa di ghiaccio sulle ali. In carriera gareggiò prevalentemente in competizioni minori e non partecipò mai alla Coppa del Mondo, alla Coppa Europa o alla Nor-Am Cup.
Esordì ai Campionati mondiali a Åre 2007, chiudendo lo slalom gigante al 66º e ultimo posto. Due anni dopo a Val-d'Isère 2009 fu 87º nello slalom gigante e 67º nello slalom speciale.
Riuscì a qualificarsi per i XXI Giochi olimpici invernali di Vancouver 2010 con 137,5 punti FIS, rientrando così nell'intervallo di qualificazione 120-140 punti. Nkrumah-Acheampong prese parte alla gara di slalom di Vancouver 2010 classificandosi 47º su 102 partecipanti, dei quali però solo 48 sono arrivati al traguardo. Chiuse la carriera agonistica ai Mondiali di Garmisch-Partenkirchen 2011, classificandosi 124º nello slalom gigante e 76º nello slalom speciale.

### Altre attività
Nkrumah-Acheampong promuove alcuni progetti di promozione degli sport invernali in Ghana: ha fondato la Ghanaian Winter Olympic Association e ha convinto il governo a costruire la prima pista da sci artificiale del Ghana, sulle colline di Akuapem a Mamfe, entro i XXII Giochi olimpici invernali di Soči 2014.
Sostiene inoltre molte associazioni di volontariato, tra cui la Sabre, un'associazione inglese operante in Ghana che costruisce scuole e strutture nelle aree disagiate. Ha inoltre donato tutti i proventi degli sponsor a un'associazione che si propone di salvare i leopardi delle nevi dall'estinzione.
Il musicista canadese Ashley McIsaac ha scritto una canzone, Dreams, i cui proventi di vendita sono andati a Nkrumah-Acheampong e alle sue associazioni benefiche. Alla registrazione della stessa, oltre ai musicisti Matthew Harder, Geoff Kelly, Vince Ditrich e Tobin Frank, ha partecipato anche lo stesso Nkrumah-Acheampong suonando tamburi tradizionali ghanesi. Il singolo è stato pubblicato il 22 febbraio 2010.